# Iglesia de San Juan Bautista (Buenos Aires)
La Iglesia de San Juan Bautista, conocida a fines del siglo XIX como "San Juan de los franceses", por ser frecuentada por la comunidad francesa de Buenos Aires, donde demostraban especial devoción a una imagen de San Bernardo, es una iglesia católica ubicada en la calle Alsina, esquina Piedras, en el barrio de Monserrat, en Buenos Aires. La primitiva iglesia fue construida en 1654, dado su mal estado se reconstruyó en 1719. Se reedificaría por completo en 1767, demoliéndose en 1778 para construir la actual construcción, terminada en 1797. En 1942 fue declarada Monumento Histórico Nacional por decreto del PEN. También fue conocida como "iglesia de los vascos", debido a que los padres betarramitas o "bayoneses" que la gestionaban desarrollaban su apostolado por la comunidad vasca.

## Historia
La primitiva construcción de la iglesia fue hecha bajo el patrocinio del Ilmo. Fray Cristóbal de la Mancha y Velazco, para el servicio de los naturales, en 1654. El mal estado amenazaba con derumbarla, por lo que un vecino adinerado, el señor Juan Bautista de San Martín, ofreció a la Curia construir un templo nuevo. Para la nueva iglesia fueron utilizados los restos de la antigua y las limosnas y donativos de los creyentes.
La iglesia se construyó 1719, gracias a la donación del Maestro de Campo de Milicias Don Juan de San Martín. Se reedificó totalmente en 1769, siendo demolida en 1778. Su actual construcción data de 1797. Inicialmente funcionó como Iglesia para Curato de Indios, pero luego pasó a ser parte del Convento de las Monjas Clarisas Capuchinas, llegadas a Buenos Aires en 1747.
La fachada fue realizada en 1895 por J. M. Belgrano y posteriormente rehecha por Rómulo Ayerza.

## Estructura

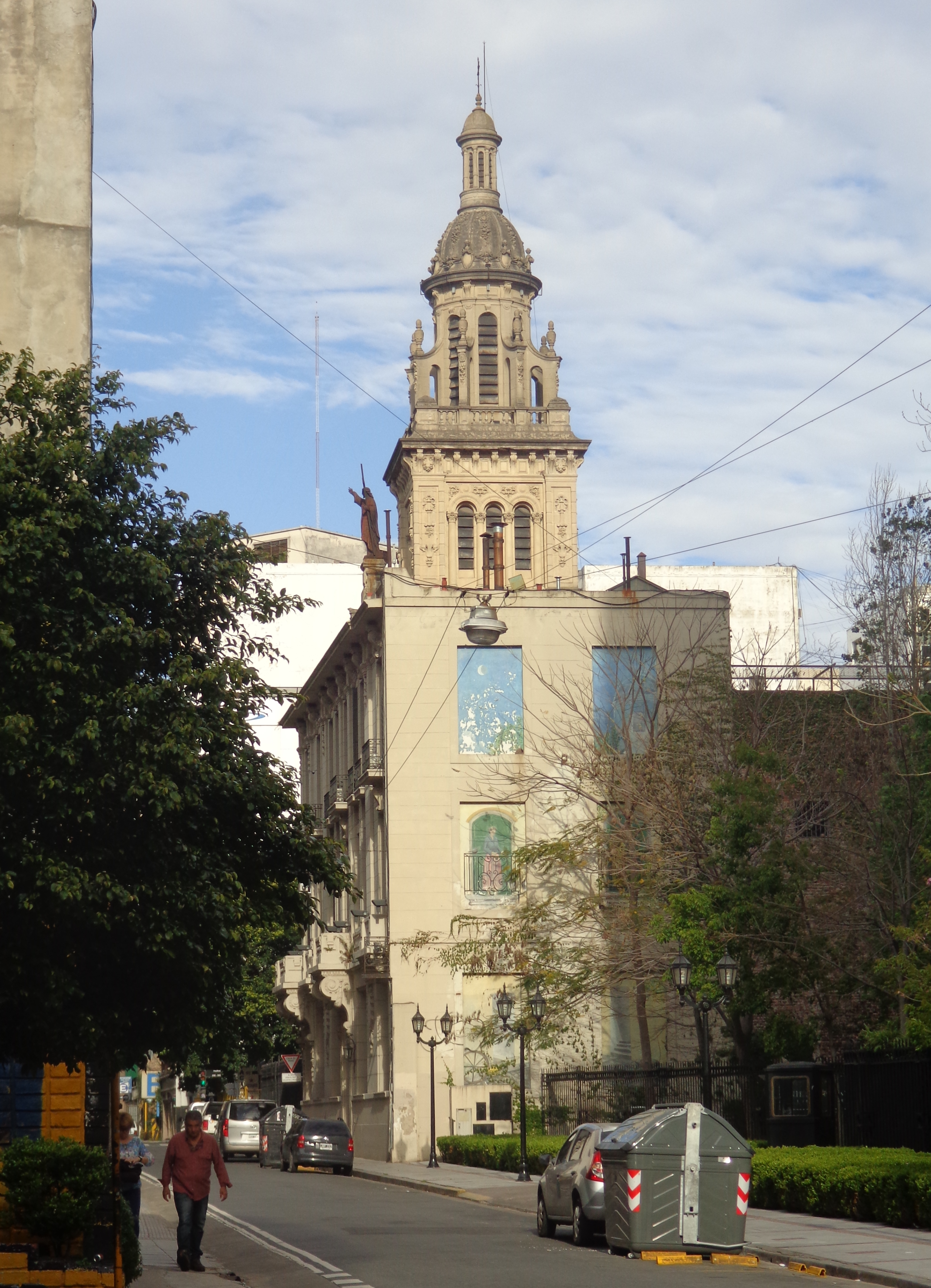
Vista hacia el este, desde la calle Adolfo Alsina

La iglesia es de nave única, cubierta por una bóveda de cañón corrido; sobre el transepto se alza una gran cúpula ciega. Se conserva aún la capilla privada desde donde las Clarisas Capuchinas escuchaban misa.
En la fachada, se destaca el gran arco central con rosetón y vitrales, coronado por un frontis con pequeños arcos pensiles. La flanquean torres asimétricas, distintas en tamaño, forma y altura.
El retablo del altar mayor, del siglo XVIII, fue dañado en los incendios provocados durante la noche del 16 de junio de 1955. Al restaurarlo, treinta años más tarde, se separó la mesa para celebrar la misa de cara al pueblo.
Esta iglesia alberga el sepulcro de Pedro Melo de Portugal y Villena, quinto Virrey del Virreinato del Río de la Plata. En el patio de la casa parroquial, llamado "Patio de la Reconquista", están enterrados los combatientes de las Invasiones Inglesas de 1806 y 1807, tanto criollos como ingleses. También, bajo el coro se halla una cripta que contiene las tumbas de doscientos setenta monjas Clarisas Capuchinas.
Adyacente a la iglesia se encuentra el patio llamado de "los Capellanes" que ostenta en su centro una estatua de Santa Clara, porque a su mediación se atribuyó la Reconquista de Buenos Aires (1806). Afirma una tradición auténtica que Santiago de Liniers, el 12 de agosto, antes de emprender la lucha contra el invasor inglés concurrió a la iglesia de San Juan, con un grupo de patriotas, para invocar la protección de Clara de Asís cuya fiesta celebraban en ese día sus hijas espirituales. Días antes había encomendado a las oraciones y sacrificios de la comunidad el triunfo de las armas patriotas. Como la victoria se consiguió en la festividad de la santa, el Cabildo de Buenos Aires declaró a Santa Clara Patrona menor de la Ciudad. En ese histórico patio fueron sepultados los combatientes que sucumbieron en las jornadas de la Reconquista.

### Imagen de Jesús Nazareno
Es tradicional en la iglesia de San Juan. Todos los días, numerosos fieles acuden a venerar la imagen del Nazareno, a veces trayendo flores como ofrenda. La actual imagen del Nazareno,  es una copia de la primitiva. La imagen, según la tradición se encontraba - hace más de siglo y medio- en una casa de la calle Alsina. Sus propietarios, que ignoraban su valor artístico, la tenían abandonada en un altillo. Una anciana esclava morena, antes de entregarse al sueño, solía rezar todas las noches ante la imagen y se lamentaba del abandono en que los dueños de casa dejaban a su Dios. "[cita requerida] ·¡Ah, Señor!", le decía una noche, "si yo tuviera posibles, no estarías tan abandonado". En el acto oye una voz que, dirigiéndose hacia ella, parecía salir de los labios entreabiertos del Nazareno. La sirvienta se turba, tiembla, le parece soñar. Serenándose, al mirar a su Dios, escucha en silencio y percibe distintamente estas palabras: "Diles a tus amos que me lleven a la iglesia de San Juan para que allí me den el debido culto". Atemorizada la pobre morena nada contesta al Señor, ni habla del acontecimiento a sus amos. Como en otra ocasión se repite la misma orden, la pobre esclava dice a la voz celestial: "No me creerán a mí, Señor, que soy la sirvienta de la casa". Y otra vez habló el Nazareno: "La garantía de tu testimonio será la siguiente: morirás en el término de ocho días". La morena cumplió con el divino mensaje y murió a los ocho días.[cita requerida]

## Actualidad
La Iglesia de San Juan Bautista es actualmente la Casa Provincial de los Padres del Sagrado Corazón de Jesús de Betharram, para Argentina y Uruguay.
Monseñor Escalada nombró capellán de la iglesia y confesor de las monjas clarisas al padre Pedro Sardoy. Acompañado por los P.P. Simón Guimón y Luis Larrouy y el hno. Fabián, conformaron la comunidad betharramita.
Los sacerdotes que en el transcurso de más de un siglo desempeñaron el cargo de capellán de la iglesia y del monasterio de las Clarisas Capuchinas, ejercieron sus ministerios con celo apostólico; especialmente el ministerio de la reconciliación. Uno de estos capellanes fue Francisco Laphitz que -al fallecer Sardoy en un viaje que hiciera a Francia en 1875- fue nombrado por Monseñor Federico Aneyros capellán de la iglesia y confesor de las Clarisas.